# MSC Zoe
Le MSC Zoe est un porte-conteneurs mis en service par la Mediterranean Shipping Company (MSC) à la fin de juillet 2015. À cette date, il s'agirait du plus gros porte-conteneurs en service, d'une capacité de 19 224 TEU.

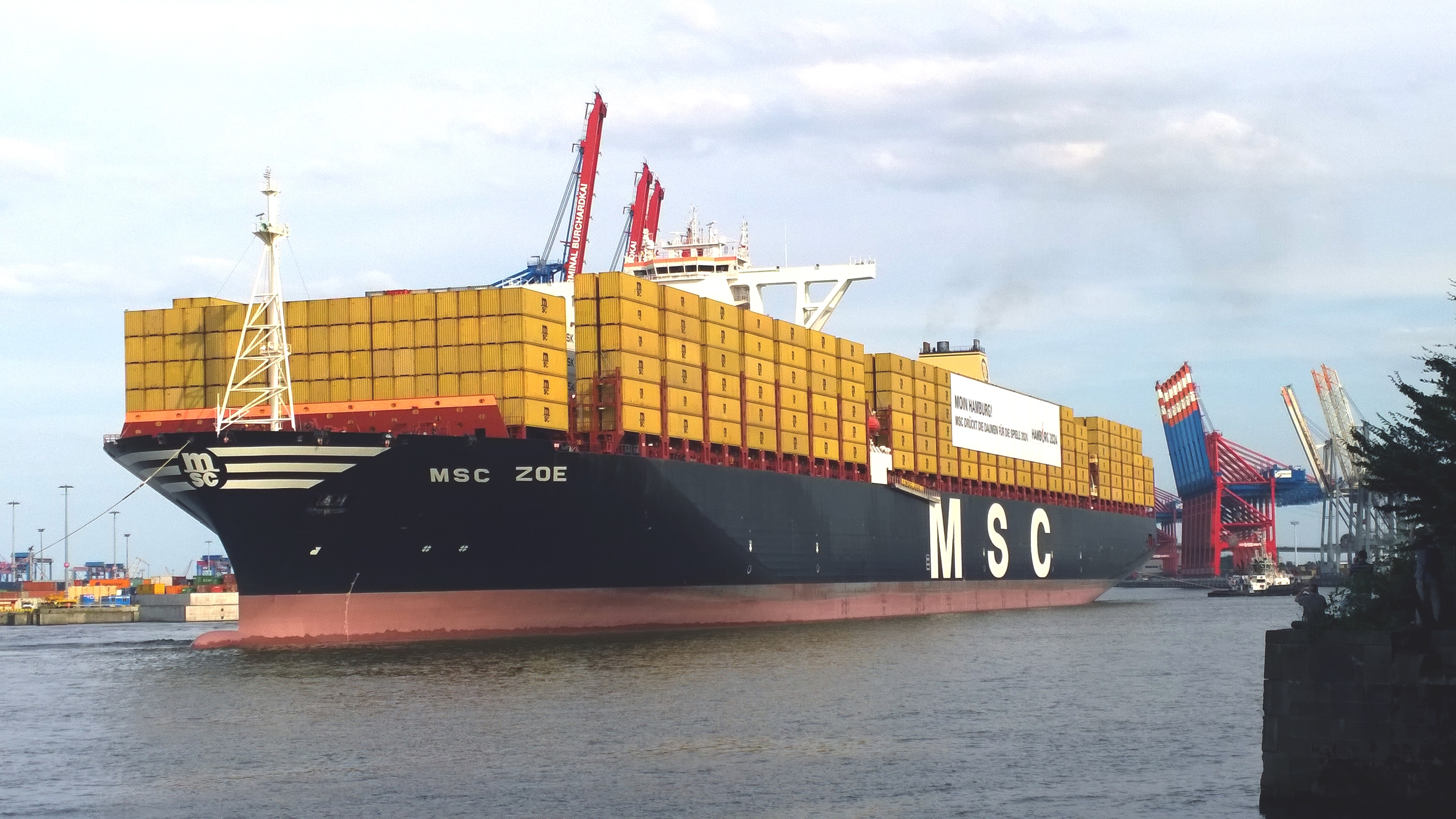
Le MSC Zoe à proximité de l'Eurogate.

## Histoire
La construction du MSC Zoe a été achevée en avril 2015 sur les chantiers navals de Daewoo Shipbuilding & Marine Engineering (DSME) au coût de 140 millions $US.
Dans la nuit du 1er au 2 janvier 2019, le navire, frappé par une tempête en Mer du Nord, perd plus de 270 conteneurs à proximité de l'île allemande de Borkum. Une trentaine ont échoué sur les plages allemandes et néerlandaises. Selon les gardes-côtes néerlandais, trois conteneurs tombés du MSC Zoe, qui n'avaient pas encore été localisés en janvier 2019, contiennent des substances toxiques.